# مارتین رینولدز
مارتین رینولدز (انگلیسی: Martin Reynolds؛ زادهٔ ۲۲ فوریه ۱۹۴۹) ورزشکار دو و میدانی اهل بریتانیا است.
وی در مسابقات کشوری و بین‌المللی در مجموع برندهٔ ۱ مدال برنز شده‌است.